# Bellingen (Westerwald)

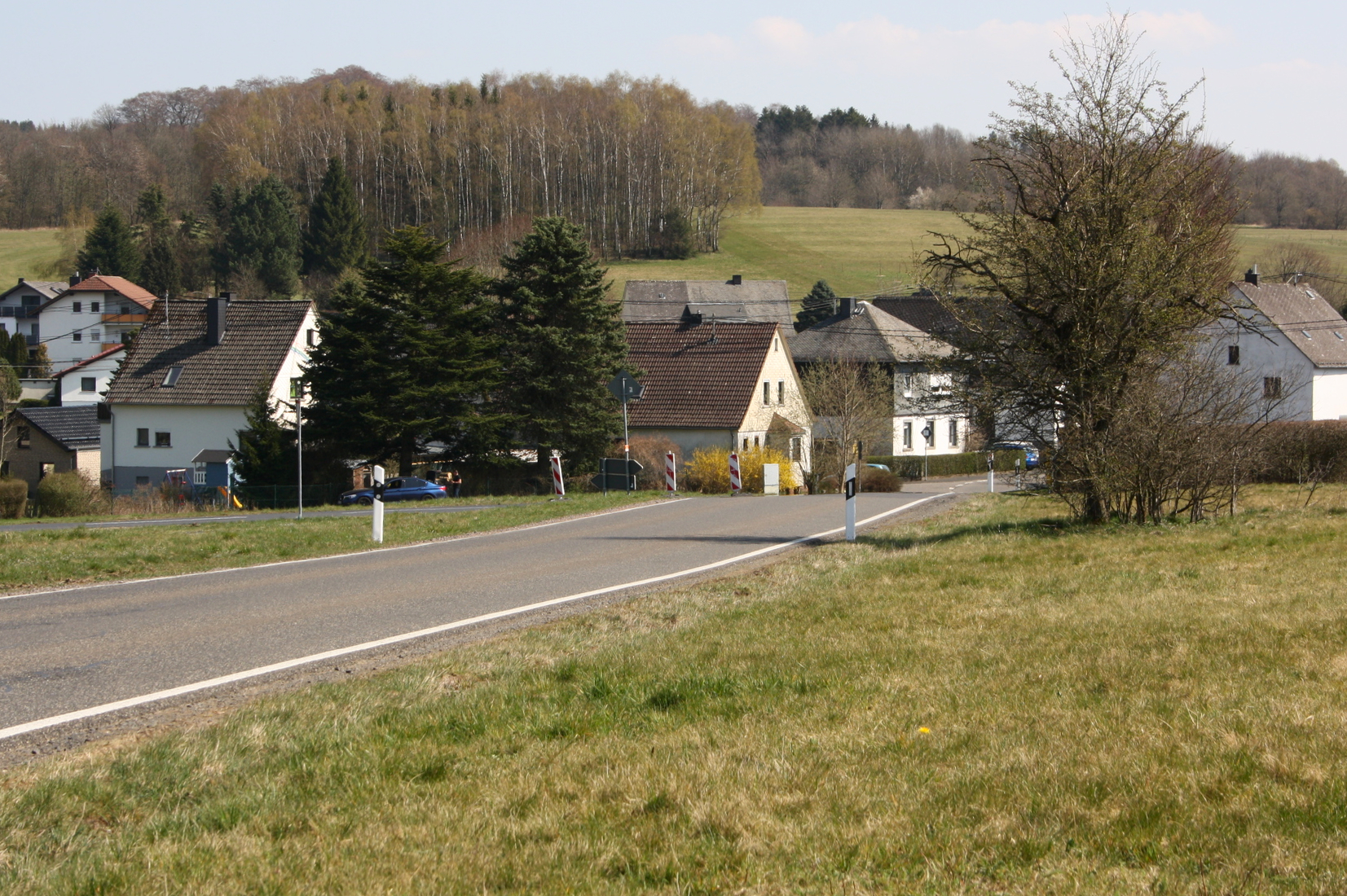
Bellingen (2020)

Bellingen ist eine Ortsgemeinde im Westerwaldkreis in Rheinland-Pfalz. Sie gehört der Verbandsgemeinde Westerburg an.

## Geographische Lage
Bellingen liegt in einer Talmulde sieben Kilometer nordwestlich von Westerburg.

## Geschichte
Die Dörfer mit der Endung -ingen im mittleren und oberen Westerwald sind etwa in der Zeit vom 5. bis 7. Jahrhundert gegründet worden, zunächst als Einzelhöfe.
Die erste bis heute erhaltene urkundliche Erwähnung von Bellingen stammt aus dem Jahr 1386, als der Zehnte, den das St. Florinstifts zu Koblenz in der Gegend von Höhn und Rotenhain innehatte, verpachtet und eine Liste der Abgaben aus den einzelnen Dörfer angefertigt wurde. Der Ortsname geht vermutlich auf den Personennamen Baldo zurück.
Für 1422 und 1462 sind Plünderungen des Dorfs durch die Grafen von Katzenelnbogen überliefert.
Für das Jahr 1545 sind in Bellingen 13 Türkensteuerpflichtige überliefert, für 1572 21 Schatzungspflichtige, für 1713 13 Feuerstellen, für 1809 165 Einwohner und für 1851 217 Einwohner.
Das ausgegangene Dorf Sottenbach befand sich rund zwei Kilometer südwestlich von Bellingen zwischen dem Kramberg und dem Ursprung des südlichen Quellbachs des Enspeler Bachs. Der Ort wurde im Jahr 1299 erstmals und Ende des 16. Jahrhunderts letztmals als Siedlung erwähnt, danach nur noch als Bestandteil von Flurnamen. Sottenbach war Ursprung eines Geschlechts des Niederadels, das 1299 mit einem Heinrich erstmals genannt wird und 1476 mit einem Thiele letztmals fassbar ist. Dessen Besitzungen reichten neben Rechten in der näheren Umgebung bis in das Umland von Limburg an der Lahn und weiter nach Königstein im Taunus, nach Norden bis nach Ewersbach und im Westen bis nach Kettig und Moselweiß.
Weitere Flurnamen in der Bellinger Gemarkung deuten auf weitere Wüstungen hin, die bisher jedoch nicht durch andere Quellen belegt sind, darunter Käsbach, möglicherweise zwei Kilometer westsüdwestlich von Bellingen, und Weizingen, südlich des Orts in Richtung Langenhahn und Hintermühlen.
Bevölkerungsentwicklung
Die Entwicklung der Einwohnerzahl von Bellingen, die Werte von 1871 bis 1987 beruhen auf Volkszählungen:
| Jahr | Einwohner |
| 1815 | 177       |
| 1835 | 218       |
| 1871 | 224       |
| 1905 | 291       |
| 1939 | 341       |
| 1950 | 375       |

| Jahr | Einwohner |
| 1961 | 377       |
| 1970 | 432       |
| 1987 | 484       |
| 1997 | 600       |
| 2005 | 581       |
| 2023 | 629       |

Kirchliche Zuordnung
Kirchlich gehörte Bellingen traditionell zum Kirchspiel (Pfarrei) Rotenhain. 2016 wurden im katholischen Bistum Limburg die großräumigen „Pfarreien neuen Typs“ gebildet, womit das Dorf jetzt in der Pfarrei „Liebfrauen Westerburg“ liegt. Die Zuordnung Bellingens zum jetzt „Kirchort“ genannten Rotenhain blieb innerhalb dieser Neuordnung bestehen.

## Politik

### Bürgermeister
Michael Wisser wurde 2009 Ortsbürgermeister von Bellingen. Bei der Direktwahl am 26. Mai 2019 wurde er mit einem Stimmenanteil von 85,44 % für weitere fünf Jahre in seinem Amt bestätigt. Bei der Direktwahl am 9. Juni 2024 wurde Wisser mit 81,9 % der Stimmen ohne Gegenkandidaten erneut wiedergewählt.

### Wappen
Blasonierung: „Gespalten von Gold und Blau, belegt mit einem Balken in verwechselten Farben, vorne oben fünf blaue Schildchen (Schindeln), 3:2 gestellt, unten eine siebenblättrige blaue herzförmige Rübe, hinten oben eine schräggestellte goldene Henkelkanne, einen goldenen Strahl in einen goldenen Kelch gießend, unten drei goldene Schildchen, 2:1 gestellt.“
Wappenerklärung: Henkelkanne mit Kelch, Attribute des hl. Florinus von Remüs, stehen für das Koblenzer St. Florinusstift und die erste urkundliche Erwähnung Bellingens. Der blau-gold wechselnde Balken weist auf das untergegangenen Dorf Sottenbach in der Bellinger Gemarkung und auf die nach diesem Dorf benannte Adelsfamilie von Sottenbach hin (15. Jahrhundert). Die fünf blauen Schindeln symbolisieren die fünf umgebenden Nachbargemeinden Langenhahn, Stockum-Püschen, Rotenhain, Wölferlingen und Rothenbach, die drei goldenen Schindeln die drei ehemaligen Herrschaften Oranien-Nassau, Kurtrier und Sayn-Hachenburg, die am Dreiherrenstein in der südwestlichen Gemarkung Bellingens aufeinanderstießen. Die Rübe symbolisiert die landwirtschaftliche Prägung und vergangene Notzeiten, die sieben Rübenblätter stehen für die sieben angrenzenden Gemarkungen Hölzenhausen, Püschen, Rotenhain, Wölferlingen, Rothenbach, Hintermühlen und Langenhahn.

## Kulturdenkmäler
Siehe Liste der Kulturdenkmäler in Bellingen (Westerwald)

## Verkehr
- Südlich der Gemeinde verläuft die B 255, die von Montabaur nach Herborn führt.
- Die nächste Autobahnanschlussstelle ist Montabaur an der A 3
- In naher Umgebung befindet sich der Bahnhof Rotenhain der Bahnstrecke Limburg–Altenkirchen die Linie RB90 (Westerwald-Sieg-Bahn) verkehrt ab dort auf der Route Limburg(Lahn)-Diez Ost-Westerburg-Nistertal/Bad Marienberg-Hachenburg-Altenkirchen (Westerwald)-Au (Sieg)-Betzdorf (Sieg)-Siegen Hbf.
- Der nächstgelegene ICE-Halt ist der Bahnhof Montabaur an der Schnellfahrstrecke Köln–Rhein/Main.

## Persönlichkeiten
- Johann Georg Baldus (1789–1855), im Herzogtum Nassau Abgeordneter der Nassauischen Deputiertenkammer, der zweiten Kammer des Parlamentes, in Wiesbaden von 1832 bis 1848, Präsident der Kammer von 1834 bis 1836, Mitglied im Vorparlament der Frankfurter Paulskirche 1848.
- Wilhelm Baldus (1837–1892), Vermessungsbeamter und Mitglied des Nassauischen Kommunallandtags für den Regierungsbezirk Wiesbaden